# تشارلي غينز
تشارلي غينز (بالإنجليزية: Charlie Gaines)‏ هو قائد فرقة ‏ وعازف جاز أمريكي، ولد في 8 أغسطس 1900 في فيلادلفيا في الولايات المتحدة، وتوفي في 23 نوفمبر 1986.

## وصلات خارجية
- تشارلي غينز على موقع ميوزك برينز (الإنجليزية)
- تشارلي غينز على موقع أول ميوزيك (الإنجليزية)
- تشارلي غينز على موقع ديسكوغز (الإنجليزية)